# 甘党男子のナイトパーティー
甘党男子のナイトパーティー（あまとうだんしのナイトパーティー）とは、FM GIFUで毎週金曜20:30 - 20:55に放送しているラジオ番組である。2023年4月7日放送開始時は毎週金曜21:30 - 21:55だったが、2024年4月5日より放送時間を変更した。
Twitterハッシュタグは甘ナイ。

## 概要
甘党男子のメンバーがパーティーのように、楽しくお伝えするトークバラエティ番組。メンバーが週替わりで出演する。番組では、基本的に甘党男子の楽曲を放送する。

## コーナー
- フリートーク - 最近、気になったことを、自由におしゃべりする。

- ふつおた紹介 - 甘党男子のライブの感想、一般メールを紹介していく。紹介されなかったメールも、甘党男子は目を通している。

- 今夜のお供 - 岐阜県の名物を試食してレポートする。お店の方と電話を繋ぎ、名物やお店についてを紹介する。

## 関連番組
- 甘党男子のシュガースポット - ぎふチャン制作の甘党男子のバラエティ番組。